# NGC 1405
NGC 1405 في الفهرس العام الجديد، هي مجرة، تقع في كوكبة النهر. اكتشفت في 26 ديسمبر 1885 بواسطة فرانسيس بريسيرفد ليفنوورث.

## روابط خارجية
- NGC 1405 على موقع ويكي سكاي: DSS2, SDSS, GALEX, IRAS, Hydrogen α, X-Ray, Astrophoto, Sky Map, Articles and images